# Ancora un'estate
Ancora un'estate (L'Été dernier) è un film del 2023 diretto da Catherine Breillat. È il remake del film danese Dronningen (2019).

## Trama
Anne è una stimata avvocatessa che vive a Parigi col marito Pierre e le loro due figlie. Quando il diciassettenne Théo, il figlio di Pierre nato da un precedente matrimonio, si trasferisce da loro, Anne finirà per iniziare una relazione con lui che metterà a repentaglio la sua carriera, l'unità della sua famiglia e la stabilità emotiva del ragazzo.

## Produzione
Originariamente, Valeria Bruni Tedeschi avrebbe dovuto interpretare Anne.

## Distribuzione
Il film è stato presentato in anteprima il 25 maggio 2023 in concorso al 76º Festival di Cannes. È stato distribuito nelle sale cinematografiche francesi da Pyramide Distribution a partire dal 20 settembre 2023, mentre la distribuzione nelle sale italiane è prevista per il 7 marzo 2024.

## Riconoscimenti
- 2023 - Festival di Cannes
  - In concorso per la Palma d'oro
- 2024 - Premio César[4]
  - Candidatura per la miglior regista a Catherine Breillat
  - Candidatura per la migliore attrice a Léa Drucker
  - Candidatura per la migliore promessa maschile a Samuel Kircher
  - Candidatura per il miglior adattamento a Catherine Breillat
- 2024 - Premio Lumière[5]
  - Candidatura per il miglior film
  - Candidatura per la miglior regista a Catherine Breillat
  - Candidatura per la miglior attrice a Léa Drucker
  - Candidatura per il la migliore promessa maschile a Samuel Kircher